# Celander (Pseudonym)

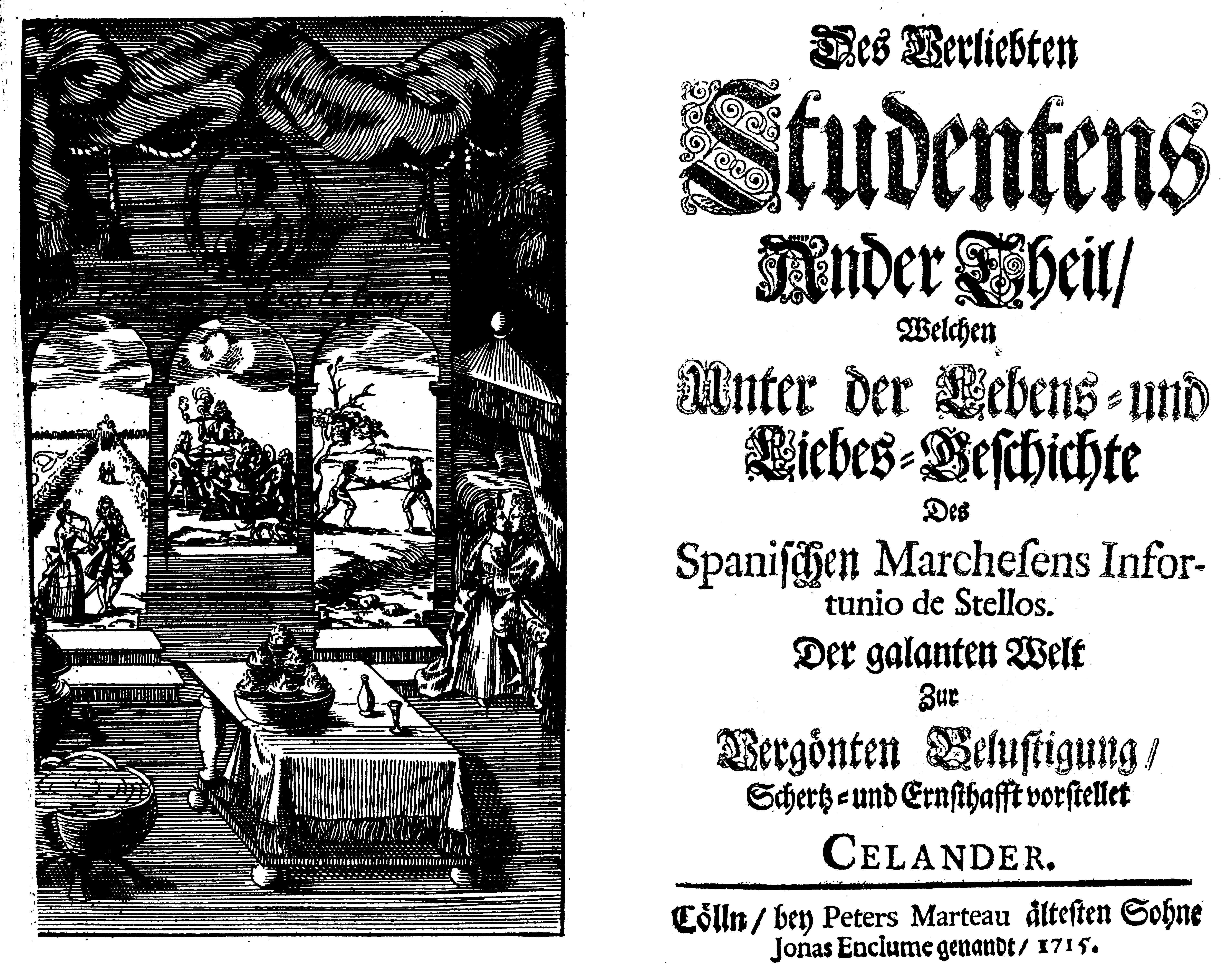
Titelseite von Des Verliebten Studentens ander Theil (Cölln: Peters Marteau ältester Sohn, Jonas Enclume, 1715).

Celander als literarisches Pseudonym wurde von wahrscheinlich zwei unterschiedlichen Autoren des frühen 18. Jahrhunderts verwendet, die beide nicht identifiziert sind.
Identifikationen des Erstbenutzers des Pseudonyms verweisen auf Christoph Woltereck (1686–1735) und Johann Georg Gressel (1675–1771), Feldarzt von August dem Starken und Karl XII. von Schweden.
Die Trennung zweier Autoren liegt nahe, wenn man die beiden „galanten“ Studentenromane miteinander vergleicht, die mit dem Pseudonym verbunden wurden. Der verliebte Studente (Cöln: P. Martaux, 1709) und Des Verliebten Studentens ander Theil (Cölln: Peters Marteau ältester Sohn, Jonas Enclume, 1715), gehören zu den freizügigsten Romanen soweit ersichtlich studentischer Verfasserschaft, die auf dem deutschen Buchmarkt im Anschluss an Christian Friedrich Hunolds Satyrischen Roman (1706) erschienen. Beide Bände sind gespickt voll mit studentischen Amouren, die sexuelle Begegnungen weit deutlicher ausgestalten als die umliegende Produktion dieses Genres.
Der ebenfalls unter der fingierten Verlagsangabe Marteaus verlegte Titel Die verkehrte Welt oder satyrischer Roman (1718) stammt absehbar von einem anderen Verfasser. Die Vorrede wie der dezidiert andere Umgang mit Moral machen es wahrscheinlich, dass der Verleger oder der Autor sich des in Umlauf befindlichen Pseudonyms bedienten, um den aktuellen Titel mit dem Geruch des Skandalösen auszustatten.
Mit dem Autor des Verliebten Studenten setzte sich Johann Leonhard Rost alias Meletaon in über mehrere Etappen zwischen 1711 und 1715 geführten Fehde auseinander. Im Schau-Platz der gelährten und galanten Welt (Nürnberg: J. Chr. Lochner, 1711) ging er dabei so weit, mit Auflösung des Pseudonyms und der Identifikation des Autors zu drohen. Die Passage ist angereichert mit annäherungsweisen Aussagen über die Identität Celanders und eingefügt in ein Gespräch zwischen zwei studentischen Romanhelden (Amando und Gerano), die hier das Werk des Konkurrenten buchstäblich auseinandernehmen und zum Pfeifeanzünden gebrauchen:

„ausser etliche Predigten aus Postillen, [hat er nichts geschrieben] dann mon Frere muß wissen, daß er ein Theologus, der schon etlichsmalen geprediget, er hat erstlich auf der Universität Giessen, und dann in Halle studiret, ja wo mir recht, auch in Leipzig, doch habe mir sagen lassen, daß er an dem letztern Orte mehr Zeit mit Depauchiren [Saufen und Huren], als mit Studiren zu gebracht, sein Name aber ist, wie leichtlich zu erachten, aus dem Griechischen hergeholet.

Das dachte ich gleich, erwiederte Gerano, daß es ein Griechischer Name, und nun kenne den Auctorem selbsten, ist es nicht wahr, er ist eine kleine Person, und unweit Franckfurt zu Hause, es soll mich selbsten bedüncken, als ob ich ihn in Halle gekannt. […]

Es zeigete hierauf Amando dem Gerano etliche Passagen, darinnen sich Leander [gemeint ist Celander, das geht aus der vorangegangenen Nennung des Titels hervor] sehr vergaloppiret, und erzehlete weiter, wie er sich mit diesem Pasquill renommiret, daß er sich bey Hohen und Niedern in grosse Ungnade gesetzet, daß er auch schwehrlich in seinem Vaterlande eine Employ zu hoffen, weilen er in seiner Scarteque Leute von Extraction angetastet, die ihme doch unter die Arme greiffen, und zu einem Dienst verhelffen können, so aber wird er nun wohl einen Dorff-Schulmeister, oder einen Herrn Johannes abgeben müssen, der kaum genug Brod zu essen.“

Celander antwortete auf die Attacke im Vorwort der zweiten Auflage seines Verliebten Studenten (Cöln: P. Marteau, 1713), Meletaon kam darauf in der Bescheidenen Verantwortung zurück, die er 1714 seinen Cvrievsen Liebes-Begebenheiten  (S. 163–254) beigab. Celanders Antwort erschien in der Vorrede des zweiten Teils seines Buches: Des verliebten Studentens ander Theil (Cölln: Peters Marteau ältester Sohn, Jonas Enclume, 1715). Auch die Tatsache, dass diese Fehde in der Vorrede zur Verkehrten Welt von 1718 keine weitere Resonanz fand, macht es wahrscheinlich, dass letztere vollkommen außerhalb dieses Zusammenhangs steht und am ehesten das Werk eines ganz anderen Autoren ist.

## Titel, die unter dem Pseudonym Celander erschienen
- Der Verliebte Studente/ In einigen annehmlichen/ und wahrhafftigen Liebes-Geschichten/ welche sich in einigen Jahren in Teutschland zugetragen. Der galanten Welt zu vergönter Gemüths-Ergetzung Vorgestellet/ von CELANDER. P. Martaux, Cöln 1709. Neudruck 1906; archive.org. Reprint 1918; archive.org.
- Historische Lust-Grotte/ In sich haltend: Hundert Historien/ aus vielen der glaubwürdigsten und neuesten Scribenten zusammen gesetzet/ Und Dem Curieusen Leser Zu vergönneter Gemüths-Ergetzung eröffnet/ Von CELANDER. Christian Liebezeit, Hamburg 1710; Digitalisat. (Memento des Originals vom 5. März 2016 im Internet Archive)  Info: Der Archivlink wurde automatisch eingesetzt und noch nicht geprüft. Bitte prüfe Original- und Archivlink gemäß Anleitung und entferne dann diesen Hinweis. Herzogin Anna Amalia Bibliothek.
- Die unglückliche Barsine Princeßin Aus Armenien, In einer Angenehmen Liebes- und Helden-Geschichte/ Dem curieusen Leser zur vergönneten Gemüths-Ergötzung vorgestellet/ Von CELANDER. Christian Liebezeit, Hamburg 1713.
- Des Verliebten Studentens Ander Theil/ Welchen Unter der Lebens- und Liebes-Geschichte Des Spanischen Marchesens Infortunio de Stellos. Der galanten Welt Zur Vergönten Belustigung/ Schertz-und Ernsthafft vorstellet Celander. Peters Marteau ältester Sohn, Jonas Enclume, Cölln 1715.
- Der schwermende und doch gescheite Cupido oder ein lustiger Roman, darinnen der curieusen Welt zum Zeitvertreib in müssigen Stunden einige lustige Liebes-Begebenheiten vorgestellet werden von Celander. Peter Marteau, Cölln 1715; nicht bibliothekarisch nachweisbar, im Vorwort zum Neudruck 1906 erwähnt.
- Celanders Verliebte-Galante/ Sinn-Vermischte und Grab-Gedichte. Christian Liebezeit, Hamburg / Leipzig 1716.
- Die Verkehrte Welt Oder Satyrischer ROMAN In welchem unter verschiedenen Seltzamen Liebes-Händeln und andern merckwürdigen Begebenheiten Der Unterscheid Der menschlichen Neigungen gezeiget wird Von CELANDERN. Peter Marteau nachgelassene Erben, Cölln 1718.
- Die auffgedeckte Sünden-Blöße Der bißher nicht vor Sünde gehaltenen Weiblichen Brust-Entblößung: Denen Weibes-Personen zur Verabscheuung, und nebst einem Anhang von denen wegen der Mägde ohnlängst in Leipzig heraus gekommenen Schrifften; allen Christen überhaupt zu erbaulicher Betrachtung vor Augen gelegt/ durch einen der sich ehmahls genent Zelander. 1722.
- Ausführliche Beschreibung derjenigen Ceremonien und besondern Umstände, welche bei dem Todte, Begräbniß, Wahl und Crönung eines römischen Pabsts heut zu Tage pflegen beobachtet zu werden: wobey zugleich mit angefüget sind die curieusen Weissagungen des Heil. Ertz-Bischofs Malachiae und Johannis de Capistrano …; ingleichen e. vollst. Verzeichn. derer jetzigen Cardinäle … u. mit e. Nachricht von d. Leben u. Absterben Pabsts Benedicti XIII. / ans Licht gestellet von Celander. Jungnicol, Erfurt 1730; in drei Teilen.